# World Darts Federation
De World Darts Federation (WDF) is een wereldbond voor het darts, opgericht in 1976. Het belangrijkste toernooi van de WDF is de officiële WDF World Cup en wordt eens in de twee jaar gehouden. De WDF organiseert ook continentale kampioenschappen. Zo organiseert het om de twee jaar een WDF Europe Cup, een WDF Americas Cup en een WDF Asia-Pacific Cup.
De WDF is een wereldwijd bestuur en overkoepelende federatie van de sport darts en is een volwaardig lid van GAISF, de internationale overkoepelende organisatie voor internationale sportfederaties.
Onder de WDF vallen de nationale bonden, zoals de in 2020 opgeheven British Darts Organisation (BDO), de Nederlandse Darts Bond (NDB) en de Belgische Darts Bond (BDB).
Na het faillissement van de BDO in september 2020 kondigde de WDF plannen aan om het WDF World Darts Championship en WDF World Masters te organiseren. Deze twee toernooien, die in 2022 voor het eerst werden gespeeld, zijn de opvolgers van het BDO World Darts Championship en de Winmau World Masters. Deze twee toernooien zijn bestemd voor de darters die voorheen bij de BDO speelden. 
In 2022 kregen het Dutch Open Darts en Australian Darts Open de status van Platinum-toernooi, waardoor de WDF vier hoofdtoernooien kreeg.

## Huidige hoofdtoernooien

### WDF World Championship
Het WDF World Championship is een individueel knock-outtoernooi, dat sinds 2022 jaarlijks wordt gehouden.
Heren:
| Aantal | Darter       | Jaar |
| ------ | ------------ | ---- |
| 1      | Neil Duff    | 2022 |
| 1      | Andy Baetens | 2023 |

Dames:
| Aantal | Darter       | Jaar       |
| ------ | ------------ | ---------- |
| 2      | Beau Greaves | 2022, 2023 |

Jongens:
| Aantal | Darter                 | Jaar |
| ------ | ---------------------- | ---- |
| 1      | Bradly Roes            | 2022 |
| 1      | Bradley van der Velden | 2023 |

Meisjes:
| Aantal | Darter           | Jaar |
| ------ | ---------------- | ---- |
| 1      | Eleanor Cairns   | 2022 |
| 1      | Aurora Fochesato | 2023 |

### WDF World Masters
De WDF World Masters is een individueel knock-outtoernooi, dat sinds 2022 jaarlijks wordt gehouden. Van 1974 tot en met 2019 was deze organisatie in handen van de inmiddels opgeheven BDO.
Heren:
| Aantal | Darter          | Jaar |
| ------ | --------------- | ---- |
| 1      | Wesley Plaisier | 2022 |

Dames:
| Aantal | Darter       | Jaar |
| ------ | ------------ | ---- |
| 1      | Beau Greaves | 2022 |

Jongens:
| Aantal | Darter       | Jaar |
| ------ | ------------ | ---- |
| 1      | Luke Littler | 2022 |

Meisjes:
| Aantal | Darter        | Jaar |
| ------ | ------------- | ---- |
| 1      | Paige Pauling | 2022 |

### Dutch Open Darts
Het Dutch Open Darts is een knock-outtoernooi voor zowel individuen als koppels, dat sinds 1973 jaarlijks wordt gehouden. Van 1973 tot en met 2020 was deze organisatie in handen van de inmiddels opgeheven BDO.
Heren:
| Aantal | Darter           | Jaar |
| ------ | ---------------- | ---- |
| 1      | Jelle Klaasen    | 2022 |
| 1      | Berry van Peer   | 2023 |
| 1      | Jarno Bottenberg | 2024 |

Dames:
| Aantal | Darter          | Jaar       |
| ------ | --------------- | ---------- |
| 2      | Beau Greaves    | 2022, 2024 |
| 1      | Aileen de Graaf | 2023       |

Herenkoppel:
| Aantal | Darter                           | Jaar |
| ------ | -------------------------------- | ---- |
| 1      | Andy Baetens / Thibault Tricole  | 2022 |
| 1      | Christian Kist / Michael Stoeten | 2023 |
| 1      | Damian Mol / Brian Raman         | 2024 |

Dameskoppel:
| Aantal | Darter                              | Jaar |
| ------ | ----------------------------------- | ---- |
| 1      | Aileen de Graaf / Lerena Rietbergen | 2022 |
| 1      | Beau Greaves / Deta Hedman          | 2023 |
| 1      | Beau Greaves / Jo Rolls             | 2024 |

### Australian Darts Open
Het Australian Darts Open is een knock-outtoernooi dat sinds 2019 jaarlijks wordt gehouden. 
Heren:
| Aantal | Darter        | Jaar |
| ------ | ------------- | ---- |
| 1      | Damon Heta    | 2019 |
| 1      | Raymond Smith | 2022 |
| 1      | Andy Baetens  | 2023 |

Dames:
| Aantal | Darter       | Jaar       |
| ------ | ------------ | ---------- |
| 2      | Lisa Ashton  | 2019, 2023 |
| 1      | Beau Greaves | 2022       |